# Tectaria morsei
Tectaria morsei là một loài dương xỉ trong họ Tectariaceae. Loài này được Baker P.J. Edwards ex S.Y. Dong mô tả khoa học đầu tiên năm 2010.